# IFFHS utmärkelse Världens bästa målvakt
IFFHS utmärkelse Världens bästa målvakt (engelska: IFFHS World's Best Goalkeeper) är ett fotbollspris som ges ut årligen sedan 1987. Priset går till den mest enastående målvakten som röstats fram av IFFHS. Under 2006 avgavs röster av IFFHS:s domare samt experter från 89 länder från sex olika kontinenter.

## Lista över vinnare

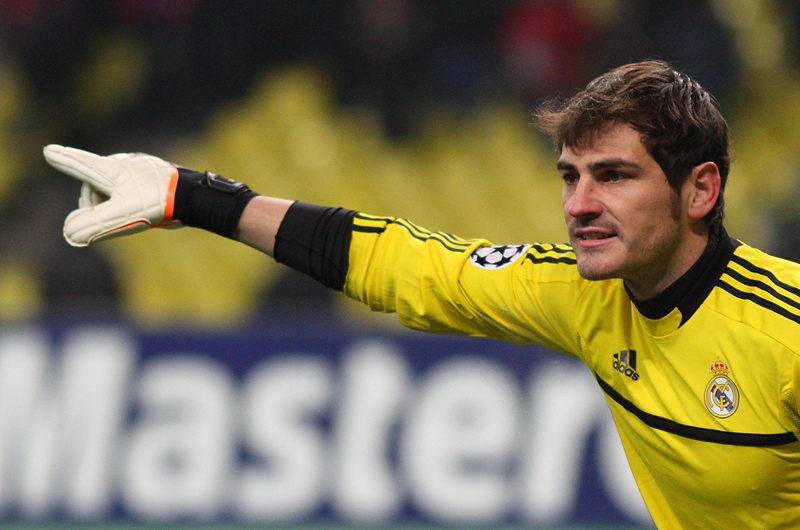
Iker Casillas har vunnit priset vid fem tillfällen.

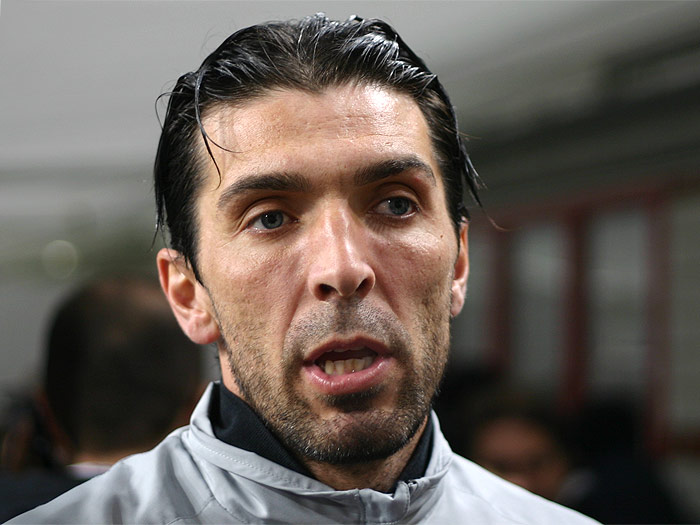
Gianluigi Buffon har vunnit priset vid fem tillfällen.

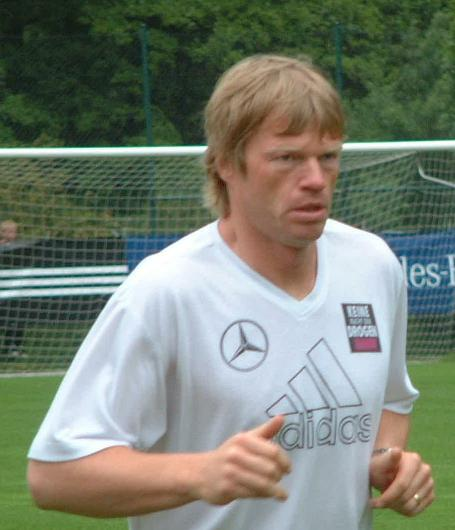
Oliver Kahn har vunnit priset vid tre tillfällen.

| År   | Spelare             | Klubb                 |
| ---- | ------------------- | --------------------- |
| 1987 | Jean-Marie Pfaff    | Bayern München        |
| 1988 | Rinat Dassajev      | Spartak Moskva        |
| 1989 | Walter Zenga        | Inter                 |
| 1990 | Walter Zenga        | Inter                 |
| 1991 | Walter Zenga        | Inter                 |
| 1992 | Peter Schmeichel    | Manchester United     |
| 1993 | Peter Schmeichel    | Manchester United     |
| 1994 | Michel Preud'homme  | KV Mechelen · Benfica |
| 1995 | José Luis Chilavert | Vélez Sarsfield       |
| 1996 | Andreas Köpke       | Marseille             |
| 1997 | José Luis Chilavert | Vélez Sarsfield       |
| 1998 | José Luis Chilavert | Vélez Sarsfield       |
| 1999 | Oliver Kahn         | Bayern München        |
| 2000 | Fabien Barthez      | Manchester United     |
| 2001 | Oliver Kahn         | Bayern München        |
| 2002 | Oliver Kahn         | Bayern München        |
| 2003 | Gianluigi Buffon    | Juventus              |
| 2004 | Gianluigi Buffon    | Juventus              |
| 2005 | Petr Čech           | Chelsea               |
| 2006 | Gianluigi Buffon    | Juventus              |
| 2007 | Gianluigi Buffon    | Juventus              |
| 2008 | Iker Casillas       | Real Madrid           |
| 2009 | Iker Casillas       | Real Madrid           |
| 2010 | Iker Casillas       | Real Madrid           |
| 2011 | Iker Casillas       | Real Madrid           |
| 2012 | Iker Casillas       | Real Madrid           |
| 2013 | Manuel Neuer        | Bayern München        |
| 2014 | Manuel Neuer        | Bayern München        |
| 2015 | Manuel Neuer        | Bayern München        |
| 2016 | Manuel Neuer        | Bayern München        |
| 2017 | Gianluigi Buffon    | Juventus              |
| 2018 | Thibaut Courtois    | Chelsea · Real Madrid |
| 2019 | Alisson             | Liverpool             |

## Röstningsresultat

### 2011
| Rank | Spelare           | Klubb                   | Röster |
| ---- | ----------------- | ----------------------- | ------ |
| 1    | Iker Casillas     | Real Madrid             | 248    |
| 2    | Manuel Neuer      | Bayern München          | 130    |
| 3    | Víctor Valdés     | Barcelona               | 114    |
| 4    | Gianluigi Buffon  | Juventus                | 63     |
| 5    | Petr Cech         | Chelsea                 | 41     |
| 6    | Fernando Muslera  | Galatasaray             | 34     |
| 7    | Joe Hart          | Manchester City         | 26     |
| 8    | Júlio César       | Internazionale          | 23     |
| 9    | Justo Villar      | Estudiantes de La Plata | 17     |
| 10   | Edwin van der Sar | Manchester United       | 16     |

### 2010
| Rank | Spelare              | Klubb                | Röster |
| ---- | -------------------- | -------------------- | ------ |
| 1    | Iker Casillas        | Real Madrid          | 304    |
| 2    | Júlio César          | Internazionale       | 124    |
| 3    | Petr Čech            | Chelsea FC           | 56     |
| 4    | Manuel Neuer         | FC Schalke 04        | 53     |
| 5    | Maarten Stekelenburg | AFC Ajax             | 48     |
| 6    | Victor Valdes        | FC Barcelona         | 38     |
| 7    | Fernando Muslera     | SS Lazio             | 37     |
| 8    | Edwin van der Sar    | Manchester United FC | 32     |
| 9    | Gianluigi Buffon     | Juventus FC          | 28     |
| 10   | Tim Howard           | Everton FC           | 15     |

### 2009
| Rank | Spelare           | Klubb                | Röster |
| ---- | ----------------- | -------------------- | ------ |
| 1    | Iker Casillas     | Real Madrid          | 230    |
| 2    | Gianluigi Buffon  | Juventus FC          | 150    |
| 3    | Júlio César       | Inter                | 124    |
| 4    | Edwin van der Sar | Manchester United FC | 87     |
| 5    | Petr Čech         | Chelsea FC           | 75     |
| 6    | Victor Valdes     | FC Barcelona         | 53     |
| 7    | Jose Reina        | Liverpool FC         | 19     |
| 8    | Igor Akinfejev    | CSKA Moskva          | 17     |
| 9    | Tim Howard        | Everton FC           | 7      |
| 10   | René Adler        | Bayer 04 Leverkusen  | 6      |

### 2008
| Rank | Spelare                 | Klubb             | Röster |
| ---- | ----------------------- | ----------------- | ------ |
| 1    | Iker Casillas           | Real Madrid       | 249    |
| 2    | Gianluigi Buffon        | Juventus          | 170    |
| 3    | Edwin van der Sar       | Manchester United | 143    |
| 4    | Petr Čech               | Chelsea           | 108    |
| 5    | Igor Akinfejev          | CSKA Moskva       | 23     |
| 6    | José Francisco Cevallos | LDU de Quito      | 21     |
| 7    | Júlio César             | Internazionale    | 18     |
| 8    | José Reina              | Liverpool         | 15     |
| 9    | Jens Lehmann            | Arsenal           | 13     |
| 10   | Justo Villar            | Real Valladolid   | 12     |

### 2007
| Rank | Spelare           | Klubb             | Röster |
| ---- | ----------------- | ----------------- | ------ |
| 1    | Gianluigi Buffon  | Juventus          | 209    |
| 2    | Petr Čech         | Chelsea           | 172    |
| 3    | Iker Casillas     | Real Madrid       | 124    |
| 4    | Edwin van der Sar | Manchester United | 62     |
| 5    | Rogério Ceni      | São Paulo         | 37     |
| 6    | José Reina        | Liverpool         | 36     |
| 6    | Dida              | AC Milan          | 36     |
| 8    | Andrés Palop      | Sevilla           | 29     |
| 9    | Júlio César       | Internazionale    | 24     |
| 10   | Jens Lehmann      | Arsenal           | 20     |

### 2006
| Rank | Spelare               | Klubb             | Röster |
| ---- | --------------------- | ----------------- | ------ |
| 1    | Gianluigi Buffon      | Juventus          | 295    |
| 2    | Jens Lehmann          | Arsenal           | 140    |
| 3    | Petr Čech             | Chelsea           | 91     |
| 4    | Iker Casillas         | Real Madrid       | 47     |
| 5    | Edwin van der Sar     | Manchester United | 45     |
| 6    | Rogério Ceni          | São Paulo         | 39     |
| 7    | Ricardo               | Sporting Lissabon | 38     |
| 8    | Dida                  | AC Milan          | 34     |
| 9    | Roberto Abbondanzieri | Boca Juniors      | 19     |
| 10   | Fabien Barthez        | Klubblös          | 18     |

### 2005
| Rank | Spelare               | Klubb              | Röster |
| ---- | --------------------- | ------------------ | ------ |
| 1    | Petr Čech             | Chelsea FC         | 175    |
| 2    | Dida                  | AC Milan           | 91     |
| 3    | Gianluigi Buffon      | Juventus FC        | 78     |
| 4    | Grégory Coupet        | Olympique Lyonnais | 43     |
| 5    | Oliver Kahn           | Bayern München     | 42     |
| 6    | Iker Casillas         | Real Madrid        | 41     |
| 7    | Jerzy Dudek           | Liverpool          | 34     |
| 8    | Edwin van der Sar     | Manchester United  | 32     |
| 9    | Rogério Ceni          | São Paulo          | 31     |
| 10   | Roberto Abbondanzieri | Boca Juniors       | 26     |

### 2004
| Rank | Spelare              | Klubb       | Röster |
| ---- | -------------------- | ----------- | ------ |
| 1    | Gianluigi Buffon     | Juventus    | 185    |
| 2    | Petr Čech            | Chelsea     | 125    |
| 3    | Dida                 | AC Milan    | 78     |
| 4    | Iker Casillas        | Real Madrid | 75     |
| 5    | Antonios Nikopolidis | Olympiakos  | 42     |

### 2003
| Rank | Spelare          | Klubb          | Röster |
| ---- | ---------------- | -------------- | ------ |
| 1    | Gianluigi Buffon | Juventus       | 186    |
| 2    | Iker Casillas    | Real Madrid    | 112    |
| 3    | Oliver Kahn      | Bayern München | 106    |
| 4    | Dida             | AC Milan       | 99     |
| 5    | Francesco Toldo  | Internazionale | 36     |

### 2002
| Rank | Spelare          | Klubb          | Röster |
| ---- | ---------------- | -------------- | ------ |
| 1    | Oliver Kahn      | Bayern München | 316    |
| 2    | Iker Casillas    | Real Madrid    | 101    |
| 3    | Rüştü Reçber     | Fenerbahçe     | 99     |
| 4    | Marcos           | Palmeiras      | 99     |
| 5    | Gianluigi Buffon | Juventus       | 36     |

### 2001
| Rank | Spelare          | Klubb             | Röster |
| ---- | ---------------- | ----------------- | ------ |
| 1    | Oliver Kahn      | Bayern München    | 265    |
| 2    | Óscar Córdoba    | Boca Juniors      | 77     |
| 3    | Gianluigi Buffon | Juventus          | 69     |
| 4    | Fabien Barthez   | Manchester United | 51     |
| 5    | Jerzy Dudek      | Liverpool         | 42     |

### 2000
| Rank | Spelare         | Klubb             | Röster |
| ---- | --------------- | ----------------- | ------ |
| 1    | Fabien Barthez  | Manchester United | 195    |
| 2    | Oliver Kahn     | Bayern München    | 133    |
| 3    | Francesco Toldo | Fiorentina        | 131    |

### 1999
| Rank | Spelare             | Klubb             | Röster |
| ---- | ------------------- | ----------------- | ------ |
| 1    | Oliver Kahn         | Bayern München    | 116    |
| 2    | Peter Schmeichel    | Manchester United | 95     |
| 3    | José Luis Chilavert | Vélez Sársfield   | 93     |

## Århundradets målvakt
Vid millennieskiftet hade IFFHS ett nytt pris som Lev Jasjin vann.
| Rank | Spelare             | Klubb(ar)                            | Landslag                    | Röster |
| ---- | ------------------- | ------------------------------------ | --------------------------- | ------ |
| 1    | Lev Jasjin          | Dynamo Moskva (1949–1971)            | Sovjetunionen (1954–1967)   | 1002   |
| 2    | Gordon Banks        | Chesterfield (1955–1959)             | England (1963–1972)         | 717    |
| 2    | Gordon Banks        | Leicester City (1959–1966)           | England (1963–1972)         | 717    |
| 2    | Gordon Banks        | Stoke City (1966–1972)               | England (1963–1972)         | 717    |
| 2    | Gordon Banks        | Cleveland Stokers (1967)             | England (1963–1972)         | 717    |
| 2    | Gordon Banks        | St Patrick's Athletic (1977)         | England (1963–1972)         | 717    |
| 2    | Gordon Banks        | Fort Lauderdale Strikers (1977–1978) | England (1963–1972)         | 717    |
| 3    | Dino Zoff           | Udinese Calcio (1961–1963)           | Italien (1968–1983)         | 661    |
| 3    | Dino Zoff           | AC Mantova (1963–1967)               | Italien (1968–1983)         | 661    |
| 3    | Dino Zoff           | SSC Napoli (1967–1972)               | Italien (1968–1983)         | 661    |
| 3    | Dino Zoff           | Juventus (1972–1983)                 | Italien (1968–1983)         | 661    |
| 4    | Sepp Maier          | Bayern München (1965–1980)           | Västtyskland (1966–1979)    | 456    |
| 5    | Ricardo Zamora      | RCD Espanyol (1916–1919)             | Katalonien (1920–1930)      | 443    |
| 5    | Ricardo Zamora      | FC Barcelona (1919–1922)             | Katalonien (1920–1930)      | 443    |
| 5    | Ricardo Zamora      | RCD Espanyol (1922–1930)             | Spanien (1920–1936)         | 443    |
| 5    | Ricardo Zamora      | Real Madrid (1930–1936)              | Spanien (1920–1936)         | 443    |
| 5    | Ricardo Zamora      | OGC Nice (1936–1938)                 | Spanien (1920–1936)         | 443    |
| 6    | José Luis Chilavert | Sportivo Luqueño (1982–1983)         | Paraguay (1989–2003)        | 373    |
| 6    | José Luis Chilavert | Club Guaraní (1984)                  | Paraguay (1989–2003)        | 373    |
| 6    | José Luis Chilavert | San Lorenzo (1984–1988)              | Paraguay (1989–2003)        | 373    |
| 6    | José Luis Chilavert | Real Zaragoza (1988–1991)            | Paraguay (1989–2003)        | 373    |
| 6    | José Luis Chilavert | Vélez Sársfield (1991–2000)          | Paraguay (1989–2003)        | 373    |
| 6    | José Luis Chilavert | RC Strasbourg (2000–2002)            | Paraguay (1989–2003)        | 373    |
| 6    | José Luis Chilavert | Peñarol (2002–2003)                  | Paraguay (1989–2003)        | 373    |
| 6    | José Luis Chilavert | Vélez Sársfield (2003–2004)          | Paraguay (1989–2003)        | 373    |
| 7    | Peter Schmeichel    | Gladsaxe-Hero BK (1981–1983)         | Danmark (1987–2001)         | 291    |
| 7    | Peter Schmeichel    | Hvidovre IF (1984–1986)              | Danmark (1987–2001)         | 291    |
| 7    | Peter Schmeichel    | Brøndby IF (1987–1991)               | Danmark (1987–2001)         | 291    |
| 7    | Peter Schmeichel    | Manchester United (1991–1999)        | Danmark (1987–2001)         | 291    |
| 7    | Peter Schmeichel    | Sporting Lissabon (1999–2001)        | Danmark (1987–2001)         | 291    |
| 7    | Peter Schmeichel    | Aston Villa (2001–2002)              | Danmark (1987–2001)         | 291    |
| 7    | Peter Schmeichel    | Manchester City (2002–2003)          | Danmark (1987–2001)         | 291    |
| 8    | Peter Shilton       | Leicester City (1966–1974)           | England (1970–1990)         | 196    |
| 8    | Peter Shilton       | Stoke City (1974–1977)               | England (1970–1990)         | 196    |
| 8    | Peter Shilton       | Nottingham Forest (1977–1982)        | England (1970–1990)         | 196    |
| 8    | Peter Shilton       | Southampton (1982–1987)              | England (1970–1990)         | 196    |
| 8    | Peter Shilton       | Derby County (1987–1992)             | England (1970–1990)         | 196    |
| 8    | Peter Shilton       | Plymouth Argyle (1992–1995)          | England (1970–1990)         | 196    |
| 8    | Peter Shilton       | Wimbledon (1995)                     | England (1970–1990)         | 196    |
| 8    | Peter Shilton       | Bolton Wanderers (1995)              | England (1970–1990)         | 196    |
| 8    | Peter Shilton       | Coventry City (1995–1996)            | England (1970–1990)         | 196    |
| 8    | Peter Shilton       | West Ham United (1996)               | England (1970–1990)         | 196    |
| 8    | Peter Shilton       | Leyton Orient (1996–1997)            | England (1970–1990)         | 196    |
| 9    | František Plánička  | Slavia Prag (1923–1939)              | Tjeckoslovakien (1926–1938) | 194    |
| 10   | Amadeo Carrizo      | River Plate (1945–1968)              | Argentina (1954–1964)       | 192    |
| 10   | Amadeo Carrizo      | Alianza Lima (1969)                  | Argentina (1954–1964)       | 192    |
| 10   | Amadeo Carrizo      | Millonarios (1970–1971)              | Argentina (1954–1964)       | 192    |